# Ett folk

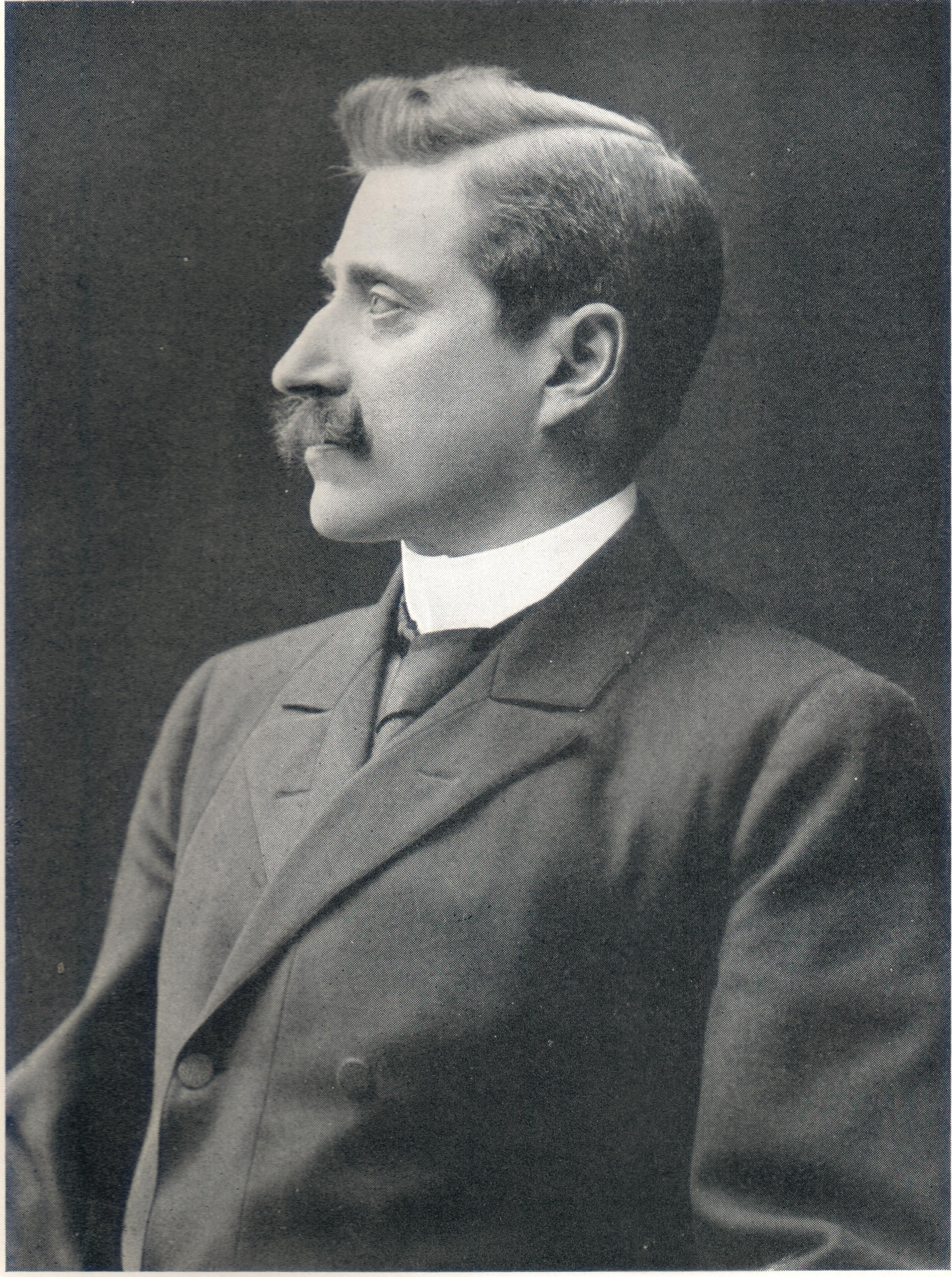
Verner von Heidenstam på 1890-talet

Ett folk är en diktcykel från 1899 av den svenske författaren Verner von Heidenstam. Den består av de sex dikterna Folket, Sverige, Medborgarsång, Röstsedeln, Soldatsång och Åkallan och löfte. Dikterna har ett patriotiskt budskap i linje med det politiska program som gradvis hade vuxit fram hos Heidenstam, förankrat i hans estetiska syn och en internationell trend av idealistisk och socialpolitiskt engagerad nationalism. Ett centralt inslag i Heidenstams vision är införandet av allmän rösträtt.
Dikterna trycktes i Svenska Dagbladet på dagen för andrakammarvalet 1899. De ingår i samlingen Nya dikter från 1915. De har bland annat tonsatts av Wilhelm Stenhammar.

## Beskrivning

### Folket
Dikten består av 52 rader på jambisk tetrameter och är ensam i cykeln om att sakna rim. Den börjar med att parafrasera Nahums bok i Gamla testamentet, där en profet förklarar för Nineves kung att hans folk är skingrat och utan styresmän. Diktjaget reagerar intensivt men ambivalent på tanken om ett sammansvetsat och handlingskraftigt folk, något som både skulle vara beundransvärt och en potentiell fara för den enskilde. Därefter följer en siarlik berättelse om svenska folkets gemensamma väg genom historien. Denna ödesgemenskap är överordnad individuella anspråk. Diktjaget hävdar att hans folk befinner sig i en gryningstimme men saknar styresmän.

### Sverige
Denna dikt består av två strofer med fem verser vardera. Den följer rimmönstret a-B-a-a-B. Heidenstam försöker här ge en enkel och innerlig form åt kärleken till den svenska naturen och den svenska hävden. Han framhåller den nationella kontinuiteten genom dåtid, nutid och framtid.

### Medborgarsång
Medborgarsång är ett inlägg i den dagsaktuella debatten om allmän rösträtt. Heidenstam tar tydligt ställning för att rösträtten ska vara oberoende av inkomst, vilket vid tidpunkten markerade politisk radikalism. Heidenstam motiverar ställningstagandet med att såväl rika som fattiga deltar i att försvara landet militärt. Dikten avslutas med visionen om ett folk utan splittringar. Den består av tre strofer med rimschemat a-B-a-B-c-D-c-D.

### Röstsedeln
Denna korta dikt på åtta rader kräver kompromisslöshet i rösträttsfrågan. Den uppmanar läsaren att endast acceptera en rösträtt som inkluderar soldater.

### Soldatsång
Soldatsång sluter upp bakom liberalen Harald Hjärnes linje med värnplikt som ett komplement till rösträttsfrågan. Den innehåller också ett monarkistiskt ställningstagande och en önskan om en stark och respektingivande försvarsmakt. De tre stroferna följer rimschemat a-B-a-a-a-B.

### Åkallan och löfte
Den sista dikten är en uppmaning till folket att bli vitalt och uträtta stordåd inom vetenskap och kultur. För att detta ska kunna ske krävs att människorna överger sin bekväma lyxtillvaro. Heidenstam förespråkar därför risktagande och menar att undergång är att föredra framför borttynande. Han ber ödet att utsätta folket för prövningar och lidande så att det tvingas samla nya krafter. Han lovar sin trohet till detta hårt påfrestade folk.
Den slutgiltiga versionen av Åkallan och löfte har sex strofer med åtta verser med växelvis manliga och kvinnliga korsrim. När dikten trycktes för första gången i Svenska Dagbladet fanns dock en ytterligare strof som där var den sjätte. Heidenstam gick här längre än någon annanstans i sin nationalism genom att hävda den nationella särartens prioritet över alla andra hänsyn. På så vis ställde han universell humanism i opposition till nationell självhävdelse. I de följande publiceringarna var denna strof borttagen.

## Tematik
Per Gedin anser att Heidenstams kompromisslösa krav på allmän rösträtt, som gick längre än det gjorde hos tidens liberaler, innebär att Ett folk kan ses som en socialdemokratisk diktsvit. I sin biografi om Heidenstam beskriver han Ett folk som "ett flammande upprop för demokrati och jämställdhet".
Enligt Fredrik Böök bör Ett folk räknas in i en samtida internationell trend av aktivistisk, pragmatisk och nationalistisk litteratur. Maurice Barrès, Paul Bourget, Rudyard Kipling och Gabriele D'Annunzio var enligt Böök några av de viktigaste företrädarna för denna litteratur. Det synsätt som de hade gemensamt var en syntes av idealism och den socialt engagerade litteratur som var förknippad med Émile Zola. Dessa författare hade tagit intryck från Zolas sympati för samhällets svaga, men avvisade naturalismens anspråk på objektivitet och vetenskaplighet.
Heidenstams budskap om folket är framfört i futurum: "vi vilja bliva ett enda folk, / och vi äro och bli det vi vilja". Potentialen skildras som något som existerar samtidigt som det aktuella tillståndet, vilket är ett hegelianskt synsätt. Dikterna är stilistiskt påverkade av Gamla testamentets profetiska nationalism; Folket anknyter explicit till Nahums bok, vars hämnarmotiv också återfinns i Åkallan och löfte. Trots detta finns inga anspelningar på Gud i diktcykeln. I Åkallan och löfte är det i stället det barmhärtiga ödet som åkallas. Ett folk uttrycker nationalismens estetiska och moraliska idealism, men inte någon ideell verklighet som står över konflikter mellan viljor.
Inledningsdiktens vision om stammens gemensamma umbäranden återkommer i berättelsen om Ura-Kaipa i Svenskarna och deras hövdingar I, utgiven 1908. Intresset för religiöst patos syns även i Heidenstams andra verk från sekelskiftet, som Sankt Göran och draken från 1900 och Heliga Birgittas pilgrimsfärd från 1901.

## Tillkomst
August Strindberg hade tidigare varnat Heidenstam för att röra sig i patriotisk riktning och Heidenstam hade lovat sin vän att ta denna varning i beaktande. Heidenstam hade under en tid vacklat mellan revolutionärt, liberalt och nationellt patos i sin diktning. Rörelsen mot nationalism skedde framförallt genom hans redan utvecklade estetiska ideal. Heidenstams tänkande, känsla och inbillningsförmåga hade hela tiden utmärkts av en aristokratisk individualism. Genom att denna kompletterades med folklig gemenskap och svensk historia kunde den få själ och författaren kunde undslippa att bli irrelevant. Ställningstagandet gav honom också en tydlig plats i samtiden, något hans tillflykter till det antika, österländska och fantasifulla inte på samma sätt kunde göra.

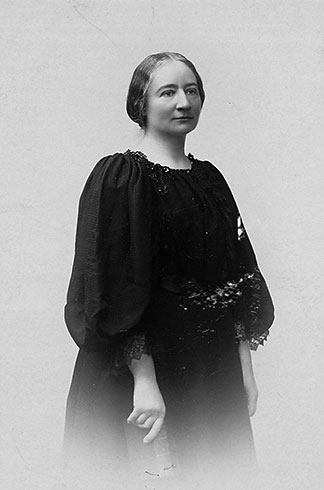
En offentlig polemik med Ellen Key föregick Ett folk.

Före Ett folk hade det patriotiska hos Heidenstam kommit till uttryck i dikter som Pingstnatten och Det sovande systern i Dikter från 1895, essän "Om svenskarnas lynne" publicerad i Ord och Bild nr.1 1896, novellsamlingen Karolinerna från 1897–1898 och en rad texter skrivna för Svenska Dagbladet under senare delen av 1890-talet.
Heidenstam hade också haft en uppmärksammad polemik på ämnet med Ellen Key. I ett öppet brev, med rubriken "Om patriotismen", som trycktes 1897 i Sveriges Författareförenings litterära kalender Vintergatan, hade Key invänt emot Heidenstams explicita ställningstagande för den patriotiska saken. Key förespråkade i stället en omedveten, instinktiv och helst outtalad patriotism. Hennes förebild var Carl Jonas Love Almqvist. Heidenstam svarade Key den 2 januari 1898 med uppsatsen "Det nationella som teori och känsla". Han inledde med att argumentera för att patriotismen är en psykologisk nödvändighet. Han accepterade dock inte Keys krav på att den ska vara outtalad, utan betraktade rent av en sådan patriotism som omöjlig: "Där det nationella teoretiskt är kastat till marken, där lever det icke heller som känsla".
Ett folk skrevs under hösten 1899 i Heidenstams villa i Djursholm. Trots dikternas eldiga visioner var detta inte någon orolig tid, varken i författarens privatliv eller i svensk politik. Dikternas inre eldighet utgör snarare en kontrast mot ett yttre lugn, vilket berörs i Åkallan och löftes rader: "Jag vaknar om natten, men kring mig är fred. / Blott vattnen storma och sjuda". Åkallan och löfte skapades enligt Heidenstam en sen natt under våldsam sinnesrörelse. När den på morgonen låg färdig var han dödstrött, vacklade ut i spiskammaren och drack ett glas brännvin.

## Utgivning
De sex dikterna trycktes i Svenska Dagbladet den 22 september 1899, samma dag som det hölls val till riksdagens andra kammare. Bonnier gav 1902 ut Ett folk som ett 14-sidigt häfte med illustrationer av Gunnar Hallström. Dikterna inleder också Heidenstams samling Nya dikter från 1915.

## Mottagande
Ruben G:son Berg recenserade Nya dikter i Ord och Bild 1916 och menade att Ett folk hör till samlingens "yppersta delar". Recensenten skrev: "Sällan eller aldrig ha så många av skaldens olika egenskaper samlats i en dikt som här: den vemodsdjupa hemkänslan, den storvulna adelsnaturen, det käcka tjuv-pojkslynnet, den ädla ärelystnaden, känsligheten för tidens svallande oro, kravets allvar, den lugna tilliten till folket och framtiden, den stora synen, den mäktiga, i varje drag personliga och likväl allmängiltiga stilen." G:son Berg skrev att trots att den tillkommit i ett specifikt sammanhang, sekelskiftets rösträttsdebatt, "har diktcykeln alltjämt bevarat sin medryckande makt, sin unga styrka, genom ingivelsens rikedom och eld".
Rösträttsdikterna i Ett folk hörde tillsammans med Barrikadsång till de Heidenstamdikter som blev populära i socialistiska kretsar. Medborgarsång användes som agitationssång och åberopades i riksdagen av Hjalmar Branting. Den socialdemokratiske litteraturkritikern Erik Hedén ansåg med anledning av Medborgarsång och romanerna Folke Filbyter och Bjälboarvet att Heidenstam hade varit den bildade arbetarungdomens andlige ledare. Socialisternas bild av Heidenstam reviderades omkring 1909, till följd av intervjuer där Heidenstam tog avstånd från klasskonflikt och nedrustning av försvaret, samt att han inte tog ställning för de strejkande i storstrejken 1909. Hedén skrev artikeln "De tigande diktarna" i Tidens septembernummer 1909, där han jämförde Medborgarsångens författare med den senare Heidenstam, som i uttalanden och i boken Dagar och händelser (1909) inte anknöt till den samtida socialistiska retoriken, och endast gav sitt stöd åt de politiska ungdomsmöten som var fördelningspolitiskt neutrala.

## Tonsättningar

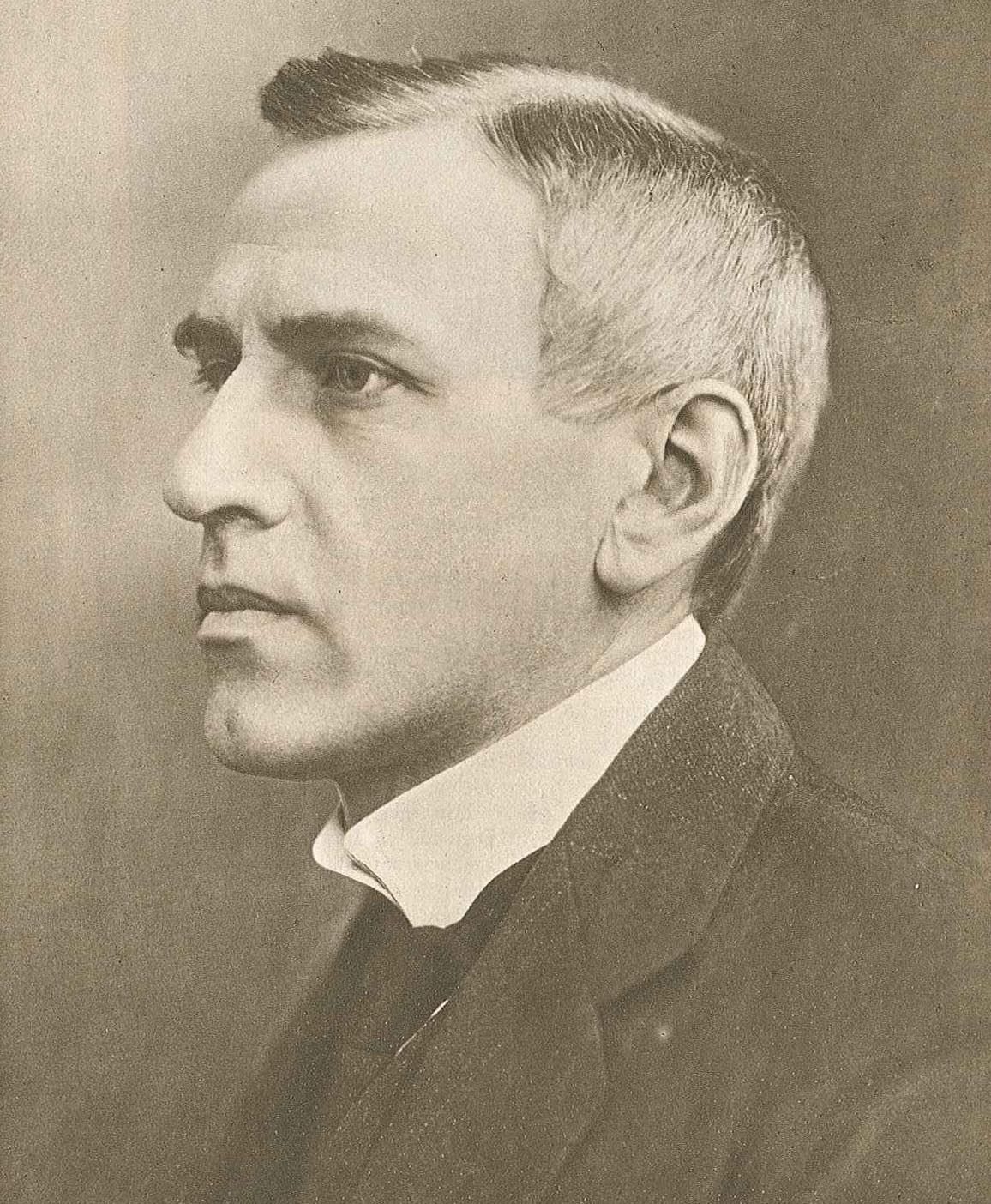
Wilhelm Stenhammar tonsatte Ett folk 1904–1905.

Sverige var Heidenstams bidrag till nationalsångstävlingen 1899. Hela diktcykeln med undantag för den kortaste dikten Röstsedeln tonsattes 1904–1905 av Wilhelm Stenhammar. I synnerhet Stenhammars version av Sverige blev populär. Den diskuterades som möjlig svensk nationalsång och spelades in ett 30-tal gånger under åren 1909 till 1939. Den har bland annat sjungits in av Olle Strandberg, Josef Herou, Martin Öhman, Aroldo Lindi, Jussi Björling och Hilmer Borgeling.
Medborgarsång tonsattes av Frithiof Telenius och förekom i hans version i socialistiska sammanhang under det tidiga 1900-talet. Soldatsång tonsattes 1909 av Alfred Berg för manskör a cappella. Alice Tegnér har tonsatt Medborgarsång och Soldatsång.
Den svenska neofolkgruppen Solblot gjorde en tonsättning av Åkallan och löfte för sin EP Sommarsång & soluppgång från 2007. Åkallan och löfte och Medborgarsång återfinns också på gruppens debutalbum från 2012, För mig finns ingen väg från hemmets dörr.